# Miguel Fisac
Miguel Fisac Serna (Daimiel, 29 de septiembre de 1913-Madrid, 12 de mayo de 2006) fue un arquitecto, urbanista y pintor español.

## Sus comienzos

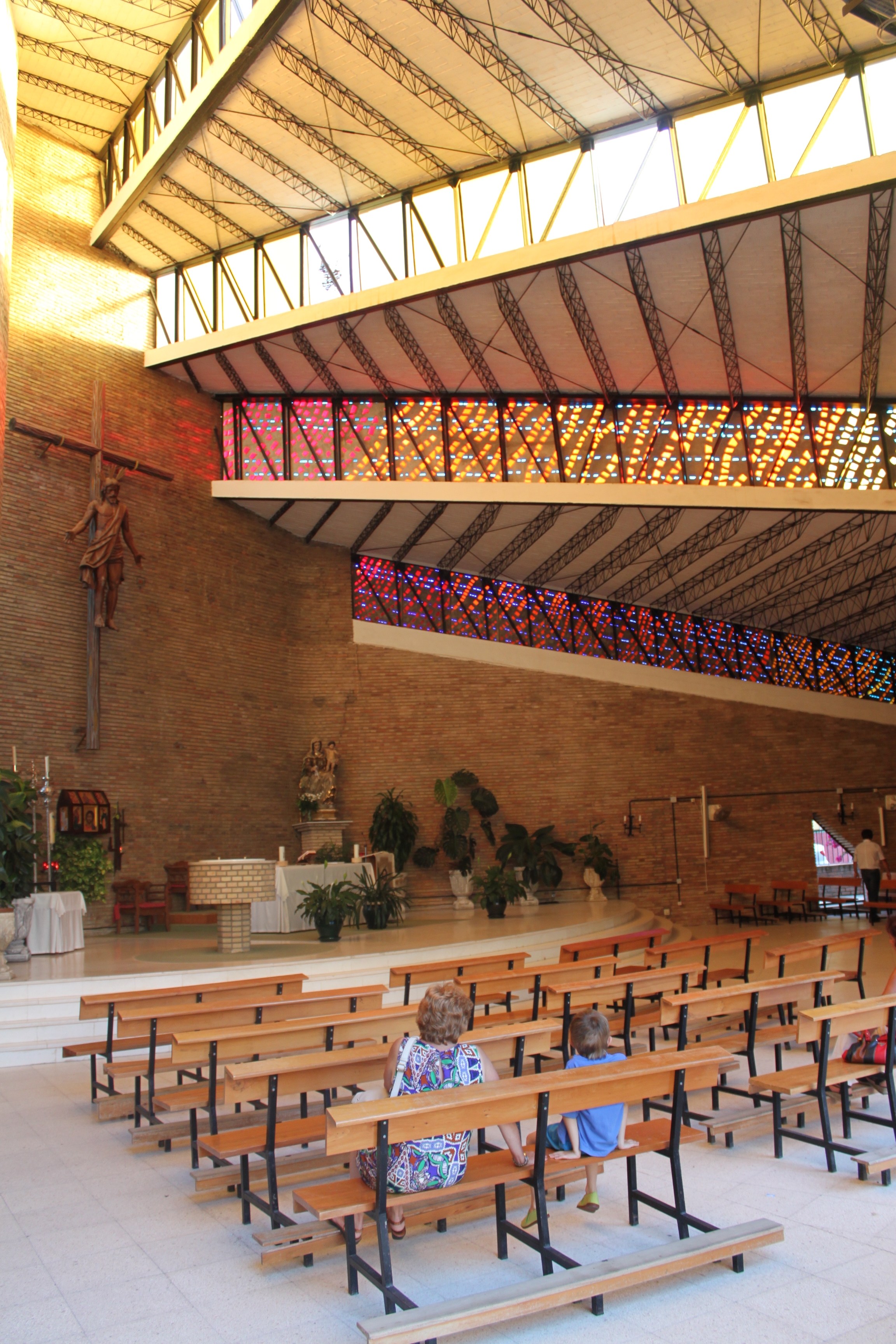
Iglesia de Fisac en Punta Umbría, Huelva

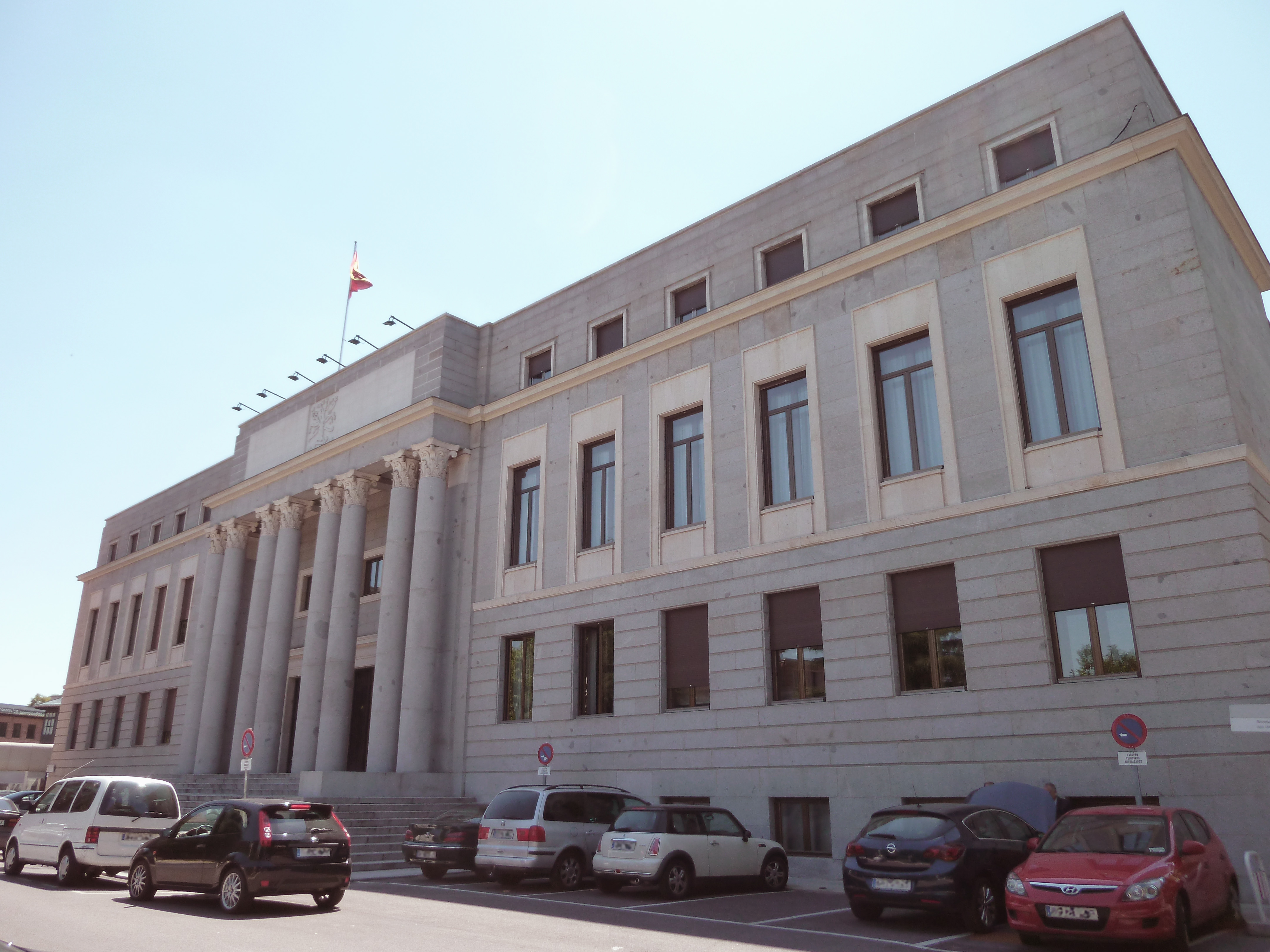
Edificio central del CSIC (1943, Madrid).

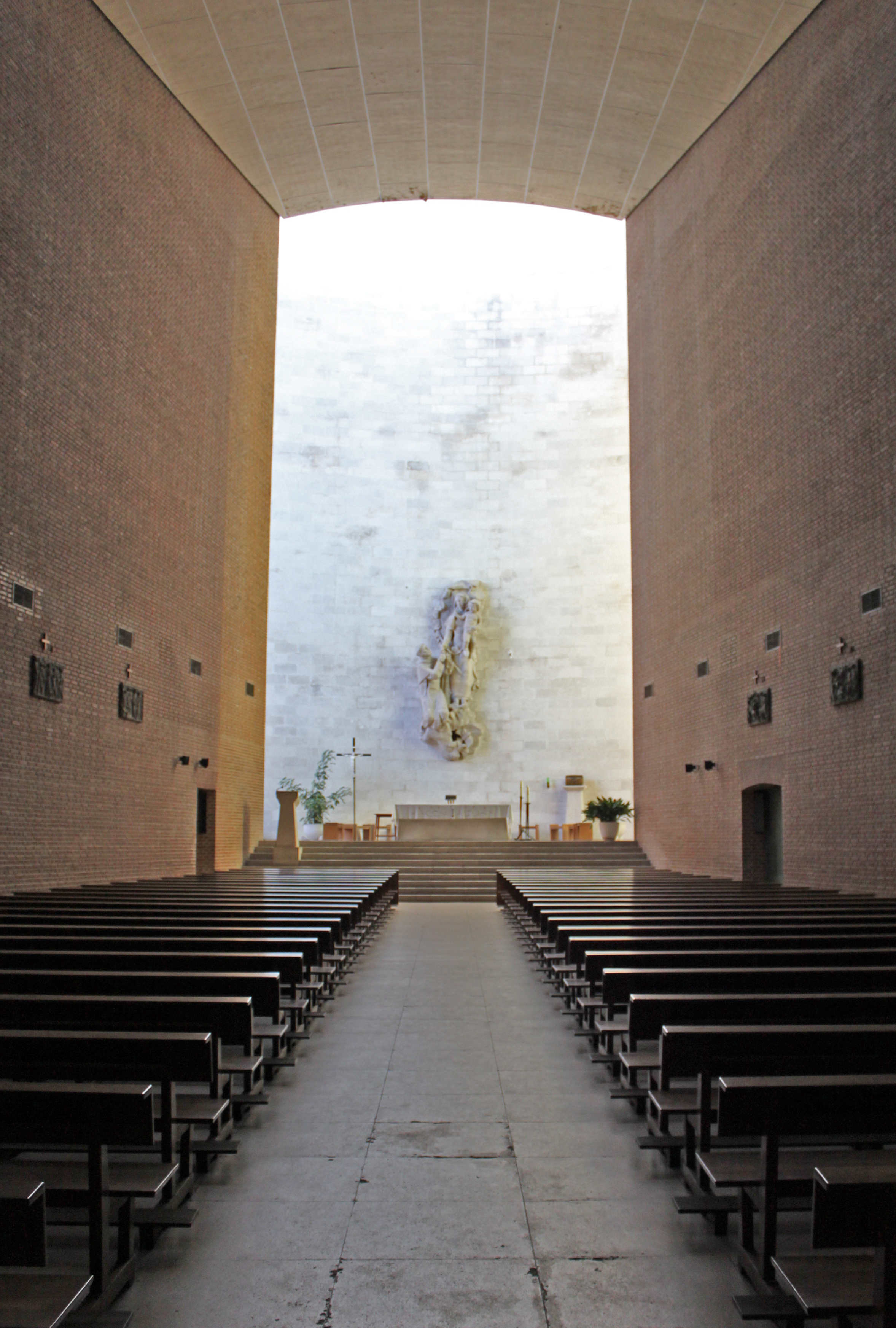
Iglesia del Colegio Apostólico de los Padres Dominicos (1952, Valladolid).

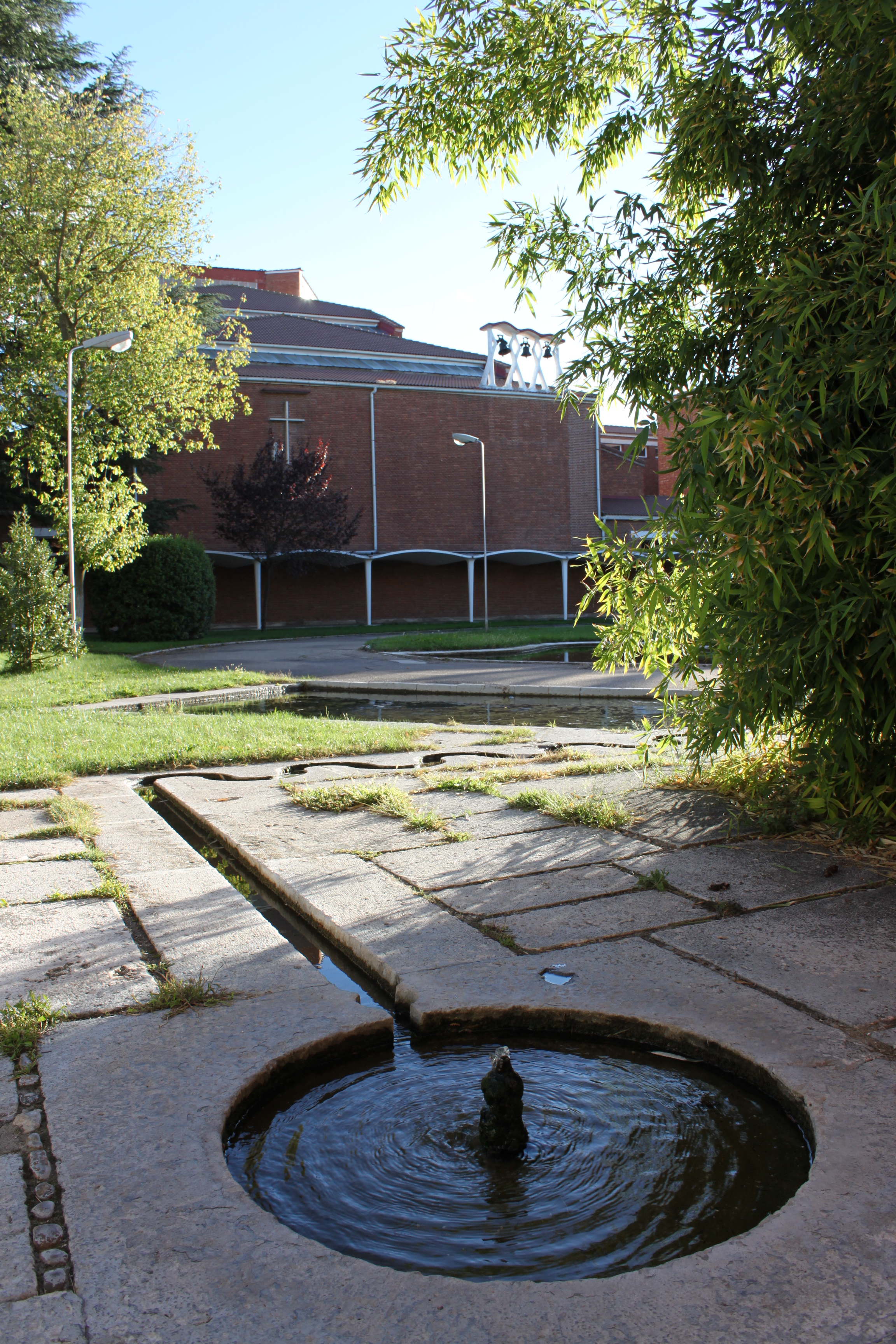
Claustro del Colegio Apostólico de los Padres Dominicos (1952, Valladolid).

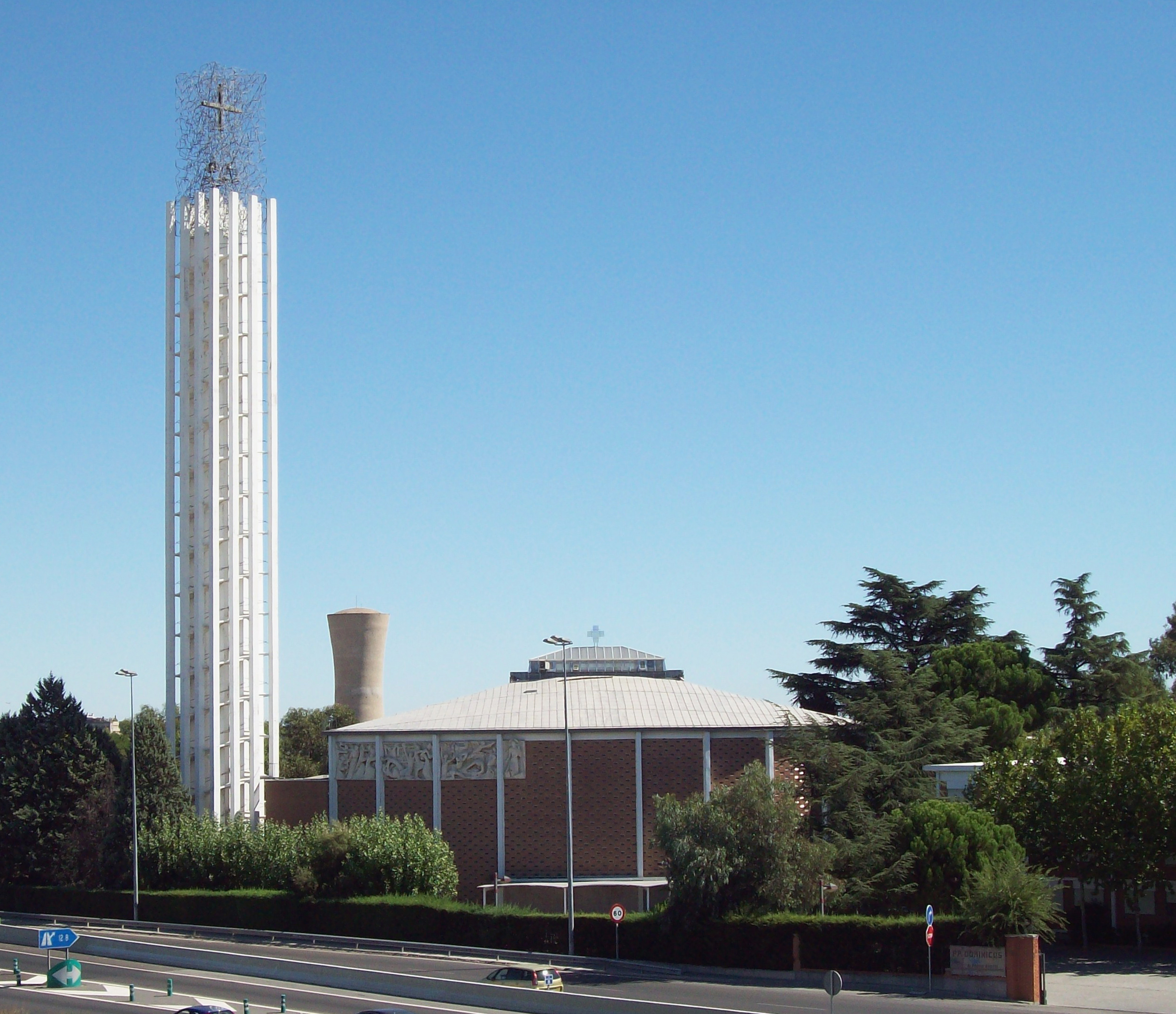
Iglesia de San Pedro Mártir (1960, Madrid).

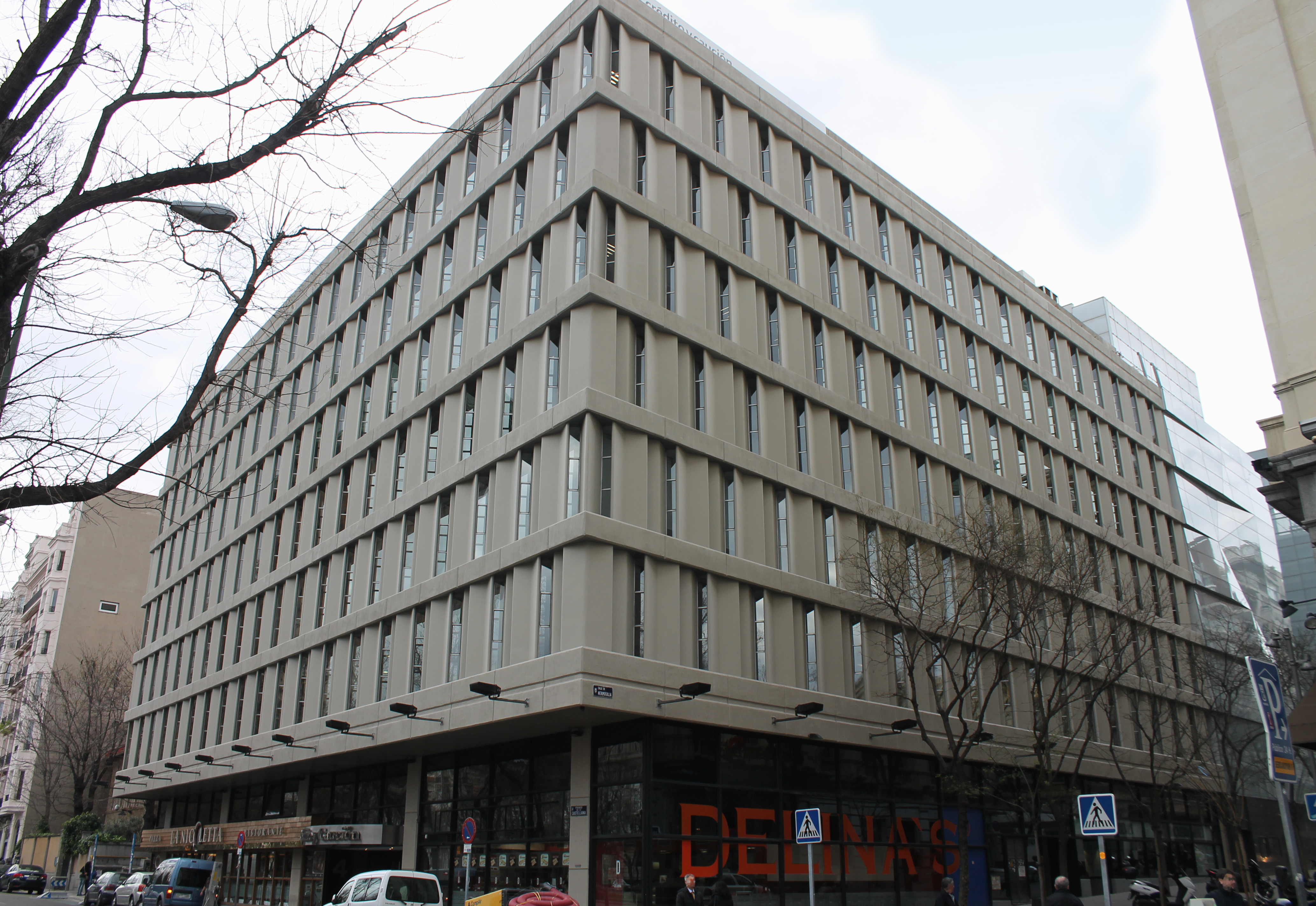
Edificio Crédito y Caución (1968, Madrid).

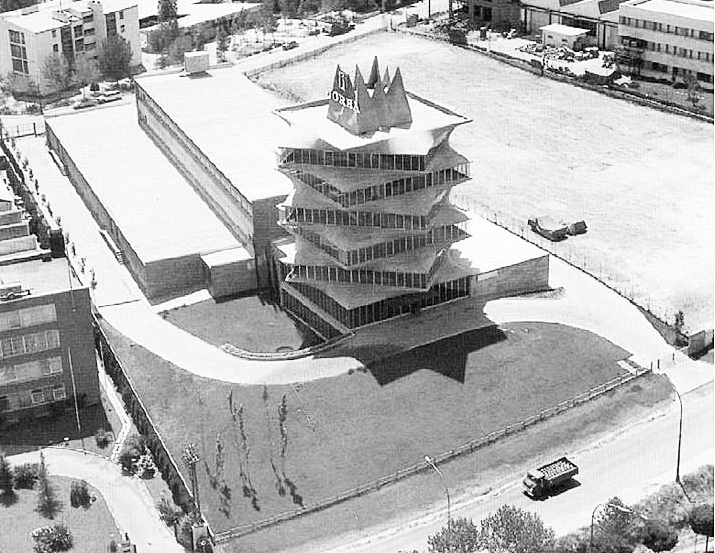
Laboratorios JORBA, La Pagoda (1967, Madrid).

Hijo de un farmacéutico, la guerra civil interrumpió sus estudios de arquitectura en Madrid. Permaneció escondido durante el conflicto en su localidad natal, Daimiel. Se titula en la Escuela Técnica Superior de Arquitectura de Madrid en 1942 con la obtención del Premio Superior. Disconforme con la arquitectura de su tiempo, logró un estilo de gran personalidad, en el cual incorporaba originales soluciones estructurales con hormigón pretensado y sus características vigas-hueso.
Desde sus inicios, en que va rechazando el racionalismo de sus maestros al percibir que en ellos la plástica arquitectónica no responde a las exigencias técnicas y a la necesidad humana, se vio influido por la obra del arquitecto estadounidense Frank Lloyd Wright, el neoempirismo del arquitecto Erik Gunnar Asplund y el organicismo nórdico, experimentado en su viaje en 1949 a Suecia. Se interesa también por la arquitectura popular, en la que la realidad del paisaje, de las características humanas, históricas y geográficas del lugar se funden con el valor plástico o incluso técnico.  Recibió el encargo del Consejo Superior de Investigaciones Científicas para ordenar la zona sur de la Colonia Los Chopos en Madrid. Remodeló el antiguo auditorio de la Residencia de Estudiantes para construir la nueva capilla del CSIC. La decena de años en los que trabaja en torno a las nuevas edificaciones de este organismo supone la transición que modela su lenguaje desde un sobrio clasicismo hasta asimilar la influencia del organicismo.

## Primeras obras: vivienda social
Con una idea social de la arquitectura y de crear viviendas para gente sin recursos, el primer concurso al que concurrió fue uno para viviendas mínimas que organizó el Colegio Oficial de Arquitectos de Madrid. Lo ganó con un proyecto de viviendas en cadena de superficie mínima y precio muy económico en la construcción de los poblados de absorción; se hacían por equipos que podían trabajar en continuación. Las viviendas tenían unos 40 metros cuadrados y costaban menos de 23 000 pesetas, pero aun cuando había tres instituciones políticas dedicadas a la vivienda ninguna se lo tomó en serio y el proyecto no cuajó. Sin embargo Fisac siguió buscando soluciones prefabricadas que resolvieran el problema.
Por otra parte revolucionó en los años 50 el aspecto de las iglesias españolas. Fisac fue uno de los primeros miembros del Opus Dei, al que perteneció durante casi veinte años (desde febrero de 1936 hasta 1955) conociendo y tratando personalmente a su fundador, San Josemaría Escrivá de Balaguer, con quien cruzó a pie los Pirineos durante la guerra civil española.[cita requerida]
El propio Fisac lo relata:
"El día que me llamó Mons. Escrivá, fue el 27 de febrero de 1936. Y el día que salí, el 27 de septiembre de 1955.
Las razones, más que de abandonar, podría decirse, las razones de haber seguido tanto tiempo queriendo desde el primer día, no haber entrado.
Es evidente que yo actué siempre -comenzando por mi entrada en el Opus Dei, de una forma coactiva, inadmisible. También es verdad que mi entusiasmo y mi deseo de colaboración dieron pie a que me coaccionaran. A Mons. Escrivá le dije las mayores impertinencias que nadie en el Opus Dei le había dicho. Pero todas ellas se referían a Arte y Arquitectura, sobre todo religiosa. Nuestra discrepancia fue tan grande que, durante las obras de la casa central en Roma, Mons. Escrivá me prohibió que me acercara por allí. Ni siquiera pude hacerlo por razones profesionales independientes del Opus Dei.
Tengo que aceptar, que esas discrepancias, de concepto y, no solo artístico, sino también cultural, influyeron en mi lento alejamiento de los planteamientos, podríamos llamar teológicos y sobre todo de índole sobrenatural del Opus Dei.
Conforme el Opus Dei crecía en extensión y poder, a mí se me iba deshaciendo como fenómeno sobrenatural.
Al final, la Obra, creció como se esperaba, ya que siempre tuvo vocación universal. Desde los días en que la Obra era más pobre y sencilla, creímos firmemente que llegaría a ser muy importante civil y religiosamente. Pero aquello, terminó por ser una máquina para engendrar poder. Yo no veía que podía llegar a ser el medio cristiano de salvación del mundo." 
Posteriormente a su salida de esa institución religiosa, declaró que siempre se había sentido incómodo en ella, y que su salida le costó quince años de paro. Cuando el Ayuntamiento de Madrid permitió en 1999 la demolición del emblemático edificio de Laboratorios Jorba, conocido como La Pagoda, ubicado en la autovía de entrada a Madrid desde Zaragoza, se produjo una ruidosa polémica. 
El propio Fisac lo relata:
"No querría presentar una lista detallada de las persecuciones que están demostradas que he padecido. Sólo te diré que cuando se lo conté en Roma al Obispo Maximino Romero de Lema, él me dijo que hablaría de ello con Álvaro Portillo, pues se solía ver con él en una Comisión de la Santa Sede, pero que sería mejor que yo antes, se lo contase directamente a Álvaro. Y así lo hice. Le telefoneé, me dijo que fuera a verle esa misma tarde. Me prometió resolver el asunto y me citó para el día siguiente. Y cuando volví, me explicó que había telefoneado a Florencio Sánchez Bella para que fuera a hablar con él, y que había dado orden de que no se me persiguiera.
Siguiendo tu carta, sobre "la pagoda", en la que recuerdas una conferencia que di hablando de que era un proyecto algo superficial en mi trayectoria arquitectónica. Te diré que en el programa de los laboratorios Jorba, el propietario me sugirió que le interesaba también que donde estuviera su despacho, la biblioteca, el bar, etc., hubiera algo que sirviera de anuncio o de reclamo. Esa "pagoda" formaba parte del programa que se me había pedido. Yo pude decir que esa torre era algo superficial, pero no que no le diera importancia. De hecho, arquitectónicamente, se le dio importancia, fuera de España; y esa ha sido la causa de su desaparición: Se veía demasiado, y los nuevos propietarios, no sólo me habían comunicado su idea de conservar "la pagoda", sino que me pidieron permiso para poner "Edificio Miguel Fisac". Y ya se había puesto el cartel con mi nombre sobre ella, cuando a las pocas semanas comenzaron a demolerlo rápidamente. Parece ser que en las oficinas municipales desde el principio, y para entregar los permisos de nueva construcción, exigieron reiteradamente que se derruyera el edificio en toda su totalidad, incluida "la pagoda".
Con la simple visión de un observador exterior, he podido darme cuenta de que el concepto esencial de espiritualidad propio del Opus Dei: La santificación del trabajo ordinario, ha sido sustituido en la práctica, la Fe por la Piedad. Como he podido comprobar entre otras cosas, al leer el libro de Pilar Urbano, extraordinaria escritora y periodista, que diciendo verdades - no dice todas, por supuesto - deja patente esa preocupación preocupante, de tomar la piedad como pieza esencial que hasta llega a decir el Padre: "me hago garante de la salvación de vuestra alma, si cumples las Normas." Y refiriéndose a cuando a López Rodó lo hacen Ministro: "Ahora tendrás mucho trabajo, pero si no me cumples las Normas, en lugar de hacer Opus Dei harás Opus diaboli." ¿Es qué entonces una hora de trabajo ha dejado de ser una hora de oración?
Nunca he tenido rechazo hacia los socios numerarios del Opus Dei y cada vez los quiero más. No puedo, en esta carta, darte más detalles de lo que sé; pero los sé porque los he vivido.
Estoy a tu completa disposición para hablar, contigo, o con cualquier miembro numerario de la Obra que quiera hablar conmigo.
Estoy moralmente convencido de que mi actitud es la correcta en mis circunstancias y en mi condición de cristiano, que quiere vivir y morir cumpliendo la voluntad de Dios, amándole y amando, por Él, a mi prójimo.
Si la destrucción de "La Pagoda" sirve para servir a Dios y al prójimo, ¡bendita sea!"
Este talante independiente le hizo, entre otras cosas, renunciar a construir el rascacielos más alto de Europa en Benidorm. En 1954, recibió la Medalla de Oro de la Exposición de arquitectura religiosa de Viena por la realización de la iglesia del Seminario de Arcas Reales, de los padres dominicos, en las afueras de Valladolid.

## Experimentación con nuevos materiales
A partir de 1959 inicia su época más inquieta y personal. El material del que se sirve es el hormigón pretensado en forma de piezas huecas que parecen huesos y reúnen las condiciones de una gran ligereza y resistencia. Con la independencia que le concede su ya reconocido prestigio profesional, y desde la autonomía de su nuevo enclave en la casa construida en 1957 en el Cerro del Aire (Alcobendas), donde se traslada tras contraer matrimonio el 11 de enero de 1957 con Ana María Badell Lapetra, periodista y escritora (fallecida el 7 de agosto de 2014), con quien tuvo tres hijos, Anaïck, Miguel y Taciana. En esta etapa se inicia en una fructífera relación experimental con el hormigón armado, material que encuentra adecuado para asumir sus analogías sobre «vigas-hueso», piezas prefabricadas que consiguen resolver el problema de salvar grandes luces, controlar la iluminación cenital y evacuar las aguas de lluvia. Yuxtapuso las formas, deconstruyó los edificios segregándolos en elementos irregulares con una expresividad minimalista de nuevo cuño, precursora de tendencias del futuro, y experimentó con soluciones innovadoras: encofrados flexibles con plásticos y cuerdas, para los muros de hormigón, los vidrios sujetos al hormigón con neopreno y la cubierta postensada. Ejemplos de estas experiencias son los Laboratorios farmacéuticos Made y el Centro de Estudios Hidrográficos, ambos en Madrid, donde la coincidencia tectónica entre estructura y especialidad alcanza su mayor esplendor. Tradujo las nuevas exigencias litúrgicas emanadas del Concilio Vaticano II en la personal caligrafía de muros curvos y superficies tensadas que constituyen su principal aportación a la arquitectura religiosa. Como puede comprobarse en sus proyectos de iglesias en Escaldes (Andorra), Dominicos (Alcobendas), La Coronación (Vitoria), La Asunción y Santa Ana (Madrid), o Santa Cruz (La Coruña). Su método proyectual, basado de manera sintética en las preguntas ¿dónde? ¿qué? y ¿cómo?, nos conduce a un interés tan contemporáneo por las cuestiones sobre el lugar, la técnica y la funcionalidad, como resulta de su obra ahora comprendida como un recorrido unitario, personal y comprometido con el humanismo. Fue este el que le inclinó hacia un pesimismo proverbial, que le llevó a quejarse en sus últimos años de que «los arquitectos ya no buscan la felicidad de la gente» y de que «la sociedad está mal construida y se encamina al abismo», y propuso una fórmula urbanística para combatir estas tendencias, la ciudad convivencial, en su libro La molécula urbana. Igualmente, estudió la arquitectura popular a causa de su adecuación a los entornos específicos y las culturas humanas asentadas en un modo concreto de entender la vida. Airado con el presente y con la profesión, afirmaba que no le gustaba ningún arquitecto español contemporáneo.
En Madrid, en el nuevo barrio de Moratalaz, construyó la parroquia de Santa Ana, donde domina el cemento visto que cubre una expresión de espiritualidad que parece trasladarla a las profundidades de una gruta paleocristiana o catacumba. Otra realización destacada es el convento del teologado de dominicos de Alcobendas, muy cerca de Madrid. De él destaca la iglesia, de ladrillo, con vidrieras muy discretas de color y donde la atracción hacia el altar se consigue por medio de la convergencia de sus dos zonas enfrentadas: la destinada a la comunidad religiosa y la de los fieles, ambas estrechándose hacia él. La parroquia de la Coronación, en Vitoria, presenta la misma intención de dirigir hacia el altar la atención de los fieles. Una de las características comunes de todos sus edificios es que no guardan ninguna simetría. Los muros están dispuestos en juego de rectas y curvas; las vidrieras monocromas y multicolores, realizan la desnudez de las paredes, donde todo queda envuelto en la más absoluta sobriedad.
Al final de los años sesenta depura aún más su arquitectura, prescinde de su preocupación por lo popular y centra su atención en las posibilidades de los nuevos materiales, en especial el hormigón pretensado, invento que patentó, y postensado, ensayando originales sistemas de prefabricación. El hormigón fue su material predilecto. Una de sus últimas obras fue el polideportivo y piscina cubierta de La Alhóndiga en Getafe (Comunidad de Madrid), donde empleó vigas de 51 metros de longitud, «las más largas de Europa», presumía. Utilizó el hormigón pretensado en muchas de las obras que llevan su firma: «El hormigón es el material de nuestro tiempo», proclamó. «Yo pensé que el hormigón pretensado sería muy utilizado por los arquitectos. Pero ni en España ni fuera trabajan con ello. Sin embargo, son los ingenieros de todo el mundo los que lo usan». 
A comienzos de los 70 trabaja en la isla de Fuerteventura en el Hotel Tres Islas, ubicado en el parque natural de las Dunas de Corralejo (municipio de La Oliva). En el casco urbano de Corralejo, concretamente entre las calles Pejín y avenida Juan Carlos I, proyectó unas viviendas para el personal del hotel que se construyeron pero no bajo su dirección, aunque conservan su impronta.
En las consideraciones estéticas del proyecto del Tres Islas, Fisac escribe «el paisaje en que se va a ubicar el hotel presenta unas características plásticas muy singulares (...). De otra parte el cromatismo de este paisaje es de ocres muy claro, casi blanco, salpicados por unas manchas de piedras o grupos de piedra de un negro intenso. El efecto del contraste de que al lado de una zona rocosa, casi negra, procedente de un río de lava que llega hasta el mar, se continua con una playa de varios kilómetros de longitud de una finura y coloración muy clara de arena, es extraordinario». El arquitecto y urbanista destaca que «... de manera especial se han estudiado las siluetas del edificio, que recuerdan a las dunas y montículos circundantes».
En 1984 dirigió las obras de restauración y acondicionamiento del sacro convento y castillo de Calatrava la Nueva, en la provincia de Ciudad Real. En la edición de 1991 de la Feria de Arte Contemporáneo (Arco 91), celebrada en Madrid en el mes de febrero, fue el encargado de las Jornadas de Arquitectura. Muchas de sus soluciones en hormigón pretensado están patentadas en España, Estados Unidos y otros países. De algunas de ellas existen ya fábricas que producen estas piezas prefabricadas. Consultor en el extranjero en diversas ocasiones, entre ellas, para el estudio del Santo Sepulcro de Jerusalén y la reconstrucción de la Catedral de Manila, desarrolló una intensa labor cultural en conferencias y cursillos sobre problemas de arquitectura y urbanismo, en artículos de periódicos, diarios y revistas generales, y en revistas profesionales españolas y extranjeras.

## Aportación teórica y reconocimientos
Estudioso también del urbanismo, en su libro La molécula urbana (1969) presenta una propuesta rigurosamente original para la ciudad del futuro, que resumió en la fórmula Ciudad convivencial. Es también autor del libro Arquitectura popular española y su valor ante la arquitectura del futuro.
En 1942 recibió el Premio Superior de Arquitectura de Madrid; en 1950 obtuvo el Primer Premio en el concurso del COAM para viviendas mínimas. En 1954, la Medalla de Oro en la Exposición Internacional de Arte Sacro de Viena. El 2 de octubre de 1994 recibió la Medalla de Oro de la Arquitectura. En mayo de 1996 presentó en Madrid su primera exposición de pintura, con 60 obras. En 1997 la sala de las Arquerías de los Nuevos Ministerios de Madrid acogió una exposición sobre su obra; el mismo año, el 12 de junio, logró el VII Premio Antonio Camuñas de Arquitectura, el más importante que otorga una entidad privada en España en el campo de la arquitectura y que se concede cada dos años. El 4 de octubre de 1999, y coincidiendo con el Día Mundial de la Arquitectura, recibió un homenaje organizado por el Colegio de Arquitectos de Madrid y el Círculo de Bellas Artes, entidad esta que le hizo entrega de la Medalla de Honor. En octubre de 2003 recibió el Premio Nacional de Arquitectura. En enero de 2004 la Universidad Europea de Madrid le inviste doctor honoris causa. 
Murió en Madrid el 12 de mayo de 2006 a causa de una embolia, cuando el Colegio de Arquitectos de Ciudad Real acababa de crear una Fundación que se encargara de catalogar todo el legado profesional de Fisac y profundizara en el estudio de su obra, así como en la de la arquitectura moderna española (www.fundacionfisac.com).

## Fundación Miguel Fisac
La Fundación Miguel Fisac se creó el 22 de noviembre de 2006 cuando el Colegio Oficial de Arquitectos (COA) de Ciudad Real adquirió el archivo documental completo de trabajo de Fisac. Desde su creación hasta 2015 fue Presidente de la Fundación el presidente de la Demarcación del COA, Ramón Ruiz Valdepeñas, y desde 2015 el presidente es Diego Peris Sánchez.
Entre las actividades desarrolladas por la fundación se adquirió el archivo de Fisac con el compromiso de gestionarlo para su difusión entre los ciudadanos, la sociedad y facilitar el acceso a los investigadores. Con estos objetivos se realizó el I Simposio Miguel Fisac, con debates y conferencias. Con motivo de la celebración de la semana de arquitectura en septiembre de 2019 la casa estudio abrió sus puertas a todos los ciudadanos ofreciendo visitas guiadas por la organización Open House Madrid. En el servicio histórico del Colegio Oficial de Arquitectos de Madrid se encuentra documentación de 6 obras de Fisac realizadas entre 1960 y 1977.
La Fundación tiene su sede en la Demarcación de Ciudad Real del Colegio Oficial de Arquitectos (c. Carlos López Bustos 3. Ciudad Real) y conserva ordenado y catalogado su legado formado por planos de sus proyectos, Memorias, Fotografías históricas, Correspondencia y Biblioteca. Puede accederse a la información de la misma en la web fundacionfisac.com.

## Condecoraciones
- Gran cruz de la Orden del Mérito Civil.
- Comendador de la Orden de Isabel la Católica.
- Comendador de la Orden de Alfonso X el Sabio.
- Cruz de los Santos Lugares de Jerusalén.
- En el año 2007 le fue concedida a título póstumo la Medalla de Oro de Castilla-La Mancha, región de la que era originario.

## Citas
A los noventa años resumió en una entrevista su idea sobre la arquitectura:

He llegado a la conclusión de que las soluciones técnicas son las que dan pie a soluciones formales que puedan tener interés, porque, si no, salen unas formas que tienen un origen más literario que el propiamente formal arquitectónico. Yo el problema estético me lo planteo el último, cuando otras cosas que son prioritarias se cumplen en el principio del proyecto. Cuando estudié dos años de exactas, dentro de la carrera de arquitectura, dábamos química y hacíamos unos trabajos prácticos: nos daban un frasquito con un elemento y teníamos que seguir una marcha analítica para averiguar qué era. Algo de eso es lo que yo hago cuando me encargan un proyecto de arquitectura: empezar con plantear para qué sirve esto, dónde está -y esto el movimiento moderno lo quiso voluntariamente olvidar-, cómo crearía yo los espacios que me piden en el programa, o sea: cómo construir de la forma más lógica y económica. Con todos esos datos ya concretados, cabe la posibilidad de dibujar algo que pudieran ser los volúmenes que esos espacios han creado. La arquitectura es, como decía Lao Tse, el aire que queda dentro. Ahora lo que nosotros vemos es lo que utilizamos para dejar ese aire dentro. Y eso ya se puede representar gráficamente y es entonces cuando se pueden utilizar las posibilidades de una forma que has impuesto tú. Es lo que yo llamo un "nosequé", qué es esto que ya es, cómo lo coloco lo pongo y lo veo para que lo haga bien, suponiendo tener un conocimiento de la estética que sea lo suficientemente sólido para transmitirlo. Eso es lo que se llama educación del gusto, para lo que hay que ver mucho y estudiar mucho
 (Entrevista en El Mundo, 24 de octubre 2003).

## Obras arquitectónicas principales

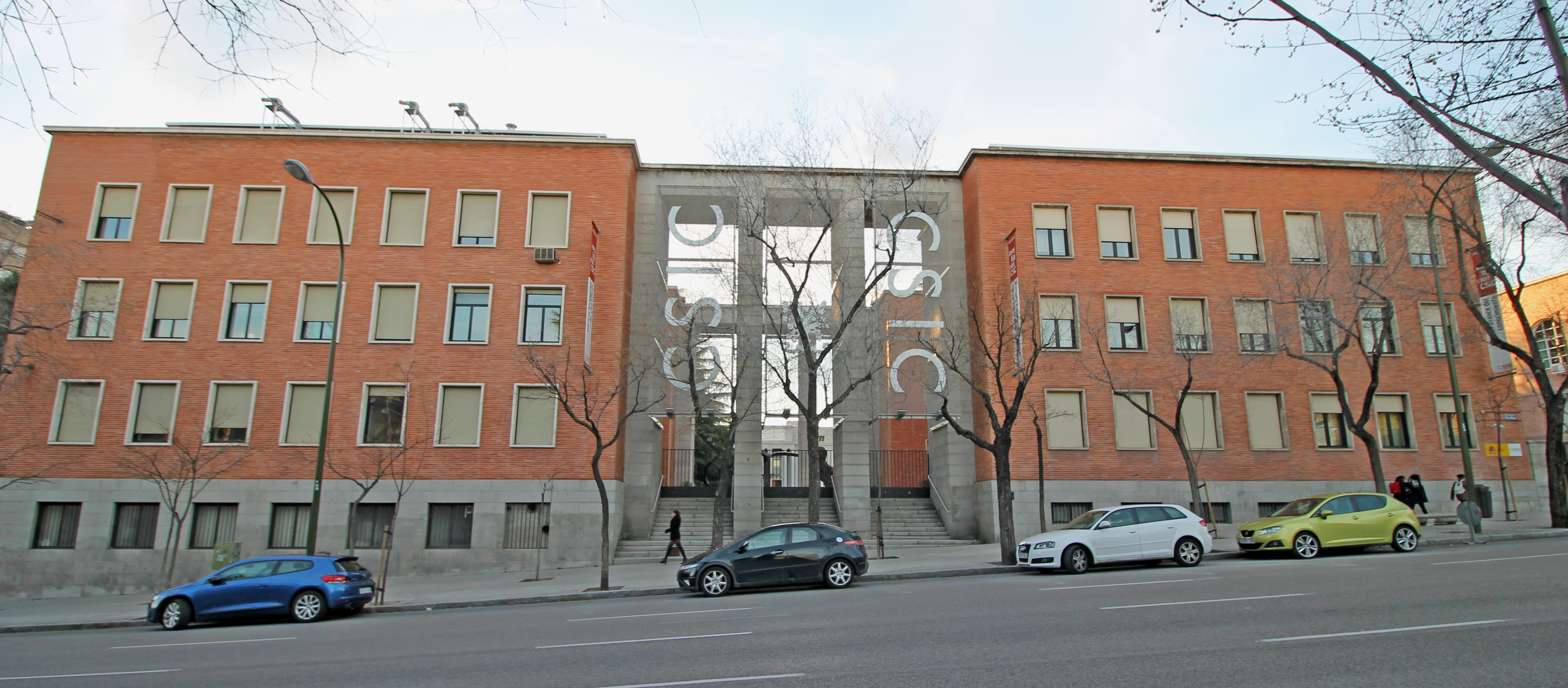
Instituto de Edafología y Fisiología Vegetal del CSIC (1944, Madrid).

- Instituto Bernardo de Balbuena (Valdepeñas)
- Teatro Miguel Fisac de Castilblanco de los Arroyos (Sevilla)
- Edificio central del CSIC (Madrid)
- Iglesia del Espíritu Santo (Madrid)
- Instituto de Óptica "Daza de Valdés" (Madrid)
- Instituto Cajal y de Microbiología (Madrid)
- Instituto Laboral de Daimiel (Daimiel, Ciudad Real).
- Instituto Laboral “Santiago Apóstol” de Almendralejo, Badajoz.
- Centro de Formación del Profesorado de la Universidad Complutense de Madrid
- Instituto de Nuestra Señora de la Victoria (Málaga)
- Centro de Estudios Hidrográficos (Madrid)
- Laboratorios Made (Madrid)
- Edificio de viviendas en la calle Doctor Esquerdo (Madrid)
- Edificio de oficinas de Vega (Madrid)
- Iglesia Parroquial de Santa Ana en Moratalaz (Madrid)
- Centro de Cálculo en la Universidad Complutense de Madrid
- Edificio de IBM en el Paseo de la Castellana (Madrid)
- Edificio de Laboratorios JORBA, La Pagoda (Madrid)
- Edificio de la Biblioteca Pública del Estado en Ciudad Real (Paseo del Prado, Ciudad Real), conocida como «Casa de la Cultura».
- Bodegas Garvey (Jerez de la Frontera, Cádiz)
- Residencia de Santo Tomás (Ávila)
- Iglesia Parroquial Nuestra Señora Flor del Carmelo (Madrid)
- Casa Fisac (Sanchinarro, Madrid)
- Teologado de los Padres Dominicos (Sanchinarro, Madrid)
- 1962-1969 - Edificio del Instituto Núñez de Arce (Valladolid)
- Edificio de la Biblioteca Pública del Estado en Cuenca (Glorieta González Palencia, Cuenca)
- Colegio Santa María del Mar (Jesuitas) La Coruña
- Iglesia de Nuestra Señora del Pilar (Canfranc, Huesca)
- Institut d'Educació Secundària Sorolla (Valencia)
- Edificio del IES Bernardo de Balbuena (Valdepeñas)
- Edificio de la Embajada de Indonesia (calle Agastia, 65 Madrid)
- Mercado Municipal (Daimiel, Ciudad Real)
- Edificio de viviendas (Daimiel, Ciudad Real)
- Iglesia de Pumarejo de Tera (Zamora)
- Iglesia del Colegio Apostólico de los Padres Dominicos (Valladolid)
- Colegio de la Asunción Cuestablanca (Sanchinarro, Madrid)
- Instituto de secundaria Ramón Arcas Meca (Lorca, Murcia).

Tras el derribo a consecuencia del terremoto de Lorca, solo se conserva parte de la fachada principal.
- Iglesia de la Coronación (Vitoria-Gateiz)
- Hotel Tres Islas (La Oliva, Fuerteventura)
- Centro de atención sanitaria Fraternidad-Muprespa Madre de Dios, antiguo Hospital de Día (calle Madre de Dios, 42, Madrid 1913-2006)

## Obra escrita
- "Centro de Investigaciones Biológicas", Informes de la Construcción (1956), n.º 84  y "Centro de Estudios Hidrográficos, en Madrid", Informes de la Construcción (1964) n.º 157". Edición facsímil en: Oteiza, I (2006) "Dos obras de Miguel Fisac publicadas en Informes de la Construcción", Informes de la Construcción (2006) Vol. 58, n.º 503: 65-87.
- La arquitectura popular española y su valor ante la del futuro. Madrid: Ateneo, 1952. Reedición 2005. Colegio de Arquitectos de Ciudad Real
- La molécula urbana. Una propuesta para la ciudad del futuro Madrid: Ediciones y Publicaciones Españolas, 1969.
- Reflexiones sobre mi muerte. Madrid: Nueva Utopía, 2000.
- Carta a mis sobrinos. Ciudad Real: Colegio de Arquitectos de Ciudad Real. Fundación Miguel Fisac., 2007.

## Documentales
- Andrés Rubio: "La delirante historia de la pagoda: Miguel Fisac", Estrenado en el Festival de Arquitectura de Róterdam.[14]